# Tầng Chatti
| Hệ/ Kỷ                               | Thống/ Thế | Bậc / Kỳ   | Tuổi (Ma)    | Tuổi (Ma) |
| ------------------------------------ | ---------- | ---------- | ------------ | --------- |
| Neogen                               | Miocen     | Aquitane   | trẻ hơn      |           |
| Paleogen                             | Oligocen   | Chatti     | 23.03 - 28.1 |           |
| Paleogen                             | Oligocen   | Rupel      | 28.1 - 33.9  |           |
| Paleogen                             | Eocen      | Priabona   | 33.9 - 37.8  |           |
| Paleogen                             | Eocen      | Barton     | 37.8 - 41.2  |           |
| Paleogen                             | Eocen      | Lutetia    | 41.2 - 47.8  |           |
| Paleogen                             | Eocen      | Ypres      | 47.8 - 56    |           |
| Paleogen                             | Paleocen   | Thanet     | 56 - 59.2    |           |
| Paleogen                             | Paleocen   | Seland     | 59.2 - 61.6  |           |
| Paleogen                             | Paleocen   | Đan Mạch   | 61.6 - 66    |           |
| Creta                                | Thượng     | Maastricht | cổ hơn       |           |
| Phân chia Paleogen theo ICS, 8/2018. |            |            |              |           |

Tầng Chatti trong niên đại địa chất là kỳ muộn của thế Oligocen, và trong thời địa tầng học thì nó là bậc trên của thống Oligocen. Kỳ Chatti tồn tại từ ~ 28.1 Ma đến 23.03 Ma (Ma: Megaannum, triệu năm trước).
Kỳ Chatti kế tục kỳ Rupel của thế Oligocen, và tiếp sau là kỳ Aquitane, kỳ đầu tiên của thế Miocen.

## Địa tầng
Tầng Chatti được nhà cổ sinh vật học người Áo Theodor Fuchs giới thiệu vào năm 1894 . Fuchs đặt tên cho giai đoạn theo tên bộ tộc Germanic là "Chatti", ở gần Kassel, CHLB Đức.
Đáy của tầng Chatti ứng với tuyệt chủng của chi trùng lỗ Chiloguembelina (cũng là đáy của đới sinh vật trùng lỗ P21b). Một Hồ sơ tham chiếu chính thức (GSSP) cho tầng Chatti đã được phê chuẩn vào tháng 10 năm 2016.
Đỉnh của tầng Chatti (cũng là đáy của tầng Aquitane, thống Miocen trong hệ Neogene) là ở lần xuất hiện đầu tiên của loài trùng lỗ Paragloborotalia kugleri, sự tuyệt chủng của các loài Sinh vật phù du nanoplankton chứa vôi Reticulofenestra bisecta, và tạo thành đáy của đới sinh vật phù du nano NN1, cũng như đáy của đới từ tính C6Cn.2n.
Kỳ Chatti là đồng lứa với các kỳ hoặc đới được sử dụng theo khu vực, chẳng hạn như kỳ Avernia ở Đới động vật có vú ở Châu Âu (nó trải dài từ Đới động vật có vú Paleogene (Mammal Paleogene zones) số 30 đến 26 và một phần số 25 ); tầng Geringia trên và tầng Arikareea dưới của bậc Thú đất liền Bắc Mỹ (North American land mammal age) của Bắc Mỹ; hầu hết vùng động vật có vú Deseada của Nam Mỹ; Hsandgolia trên và toàn bộ vùng động vật có vú Tabenbulakia của châu Á; kỳ Kiscellia trên và Paratethys của Egeria ở Trung và Đông Âu; kỳ khu vực Janjukia trên và Longfordia dưới ở Úc thấp hơn; các kỳ đoạn Otaia, Waitakia và Duntroonia của thang thời gian địa chất New Zealand; và một phần của kỳ Zemorria California và kỳ khu vực Chickasawhaya của miền đông Hoa Kỳ.

## Sự kiện núi lửa
Trong thời kỳ Chatti đã xảy ra một sự kiện núi lửa phun trào đơn lẻ lớn nhất được biết đến, là  phun trào Fish Canyon Tuff ở La Garita Caldera với cường độ 9,2 và chỉ số nổ núi lửa (viết tắt tiếng Anh: VEI, Volcanic Explosivity Index) ở mức cao nhất là 8.
Sự kiện có niên đại 27,51 Ma trước.